# 申恵淑
申 恵淑（シン・ヘスク、朝鮮語: 신혜숙、英語: Shin Hae-Sook、1957年11月29日 - ）は、大韓民国出身のフィギュアスケート選手（女子シングル）。現在はコーチ兼振付師。1980年レークプラシッドオリンピック韓国代表。専修大学卒業。

## 経歴
現役時代は品川スケートセンターにてプリンスクラブに所属し、都築章一郎コーチに師事。佐野稔選手などと選手生活を共にした。選手時代は1980年のレークプラシッドオリンピックに韓国代表として出場したほか、1979年と1980年の世界選手権にも同国代表として出場した。
選手引退後の1984年より韓国に渡りコーチとなり、これまでに金妍兒、金海珍、郭珉整などの韓国国内のスケート選手の指導を行ってきた。また、2002年には大韓スケート連盟最高指導者賞を受賞。

## 主な戦績
| 大会/年      | 1978-79 | 1979-80 |
| ------------ | ------- | ------- |
| オリンピック |         | 20      |
| 世界選手権   | 30      | 28      |